# ダブルキャスト (ゲーム)
『ダブルキャスト』（Double Cast）は、1998年6月25日にソニー・コンピュータエンタテインメントより発売されたPlayStation用アドベンチャーゲーム。フルボイス・フルアニメーションでドラマが展開する『やるドラ』シリーズの1作目である。
本作は記憶喪失になったヒロインを軸としたサスペンス作品であり、暴力シーンやグロテスクな表現が含まれている。また、PlayStationで発売された『やるドラ』シリーズ4作品は四季を題材としており、本作は夏を舞台としている（その後、春を舞台とした『季節を抱きしめて』、秋を舞台とした『サンパギータ』、冬を舞台とした『雪割りの花』が発売された）。
劇中の全シーンがアニメーションで展開するが、企画・原作・アニメーション制作はアニメ映画『GHOST IN THE SHELL / 攻殻機動隊』や『新世紀エヴァンゲリオン劇場版 Air/まごころを、君に』などを制作したProduction I.Gが担当した。
徹底してフルボイス・フルアニメーションで展開したこと、発売元がソニーであったこと、テレビアニメ『機動戦艦ナデシコ』で知られる後藤圭二がキャラクターデザインを担当したことなどが話題になった。
1998年には、ゲーム雑誌『週刊ファミ通』新作ゲームクロスレビューにてシルバー殿堂入りした。

## やるドラ
『やるドラ』シリーズは全編フルボイス・フルアニメーションで物語が展開するアドベンチャーゲームのシリーズ名であり、本作は『やるドラ』シリーズの1作目である。各作品は本線と呼ばれるメインのシナリオが1本存在して、そこから分岐シナリオが派生していくシステムになっている。
PlayStationで発売された4作品（本作・『季節を抱きしめて』・『サンパギータ』・『雪割りの花』）は、夏・春・秋・冬といった季節が舞台となっている。また、「大学生の主人公が記憶喪失のヒロインと出会う」という共通の設定になっている。

## ゲームシステム
本作は全編フルアニメーションで物語が展開するマルチエンディング形式のアドベンチャーゲームである（いわゆる、フローチャート型のアドベンチャーゲームである）。アニメーションの途中で現れる選択肢を選ぶと、選んだ選択肢の内容に沿ってシナリオが進行する。
条件を満たすと、ゲームをスタートした直後に選択肢が表示され、スタート地点を選べるようになる。選択肢は「美月との出会い編」「美月との共同生活編」「撮影旅行編」「番外編」の4種類が存在する。「番外編」は本編より少し前から話が始まる。
シナリオを進行していくと達成率が上がっていく。また、特定の数値を達成すると登場人物のメッセージを聞くことができる。
本作にはリプレイ機能があり、プレイしたデータのシナリオを選択肢なしで通常のアニメーションのように観ることができる。

## ストーリー
主人公は所属する映画研究部の飲み会で酔い潰れる。目覚めると、見知らぬ女性である赤坂美月に介抱されていた。美月は自分の名前以外の記憶が思い出せないことを主人公に打ち明けると、主人公は自分の家に来ることを提案する。すると、美月はすぐにその提案を受け入れる。
映画研究部の部長である篠原遥は、映研がプライベートフィルムの賞をしばらく取ってないこと、大学の中央執行部から部室を明け渡せという話が出ているらしいということから、劇中劇である「かこひめの寝屋」を撮影してプライベートフィルムの賞を取ることを部員に宣言する。しかし、過去の映画の撮影中に主演女優と監督兼カメラマンが大学の屋上から相次いで飛び降りて2人とも死亡するという事件が発生したシナリオなので、主演女優を演じる学生が中々見つからない。そこで、遥は学外から主演女優を探すよう部員に命じる。そんな遥に対して、主人公は同居している美月を紹介すると、遥は美月を主演女優に抜擢する。
主演男優の佐久間良樹と美月の顔合わせが行われるが、佐久間は美月を見ると驚いた顔をする。その後、主人公と美月はスーパーマーケットで買い物をするが、その帰りに美月はオートバイに轢かれそうになる。マンションに帰宅すると固定電話に着信があり、受話器を耳に当てると男の声で「あの女に関わるな」と一方的に言われて電話が切れる。
過去の映画の撮影中に亡くなった主演女優の墓参りをした後、霊園で映画の撮影がクランクインする。撮影の途中、主人公の同期である二村英樹が「赤坂」と彫られている墓を見つけたので、主人公と美月は二村に話を聞こうとする。しかし、二村は美月の親戚の墓と勘違いして美月の代わりに親戚の名前を調べると、墓には「赤坂美月」と彫られていた。
その日の夜の帰り道、美月はフルフェイスのヘルメットを被ったバイク乗りの男に襲われる。バイク乗りは主人公に気づくとバイクで逃走しようとするが、主人公が投げた空き缶をバイクが踏んで転倒する。その後、主人公は美月を公園に連れて行き、落ち着かせようとする。しかし、美月はバイク乗りの男に襲われたときに「おまえなんか生きてるワケない」と言われたことを話す。そして、昼間の同姓同名の墓が存在したことを持ち出すと、美月は自分の存在に疑問を抱き、取り乱して泣いてしまう。
主演男優の佐久間が事故で腕を骨折したので、身長体重が近いという理由で主人公が主演男優代理に抜擢され、主演男優をダブルキャストすることになる。
撮影旅行と称して遥の別荘で撮影が行われる。その日の撮影が終了したので、主人公は別荘の玄関先で休んでいると、2階のベランダから植木鉢が主人公に対して落ちてくる。主人公は間一髪で避けるが、直後に美月の悲鳴と何かが割れる音が聞こえたので部屋に行くと、衣装ケースの鏡が割れており、美月が倒れていた。美月の話を聞くと、窓から誰かが見つめているのが鏡に映ってイスを投げてしまったらしい。ベランダを確認するが誰も居なくて、代わりに植木鉢が置かれていた跡が残っていた。
映研部員が寝静まった後、主人公は波止場でこっそりセリフの練習をしていたが、美月に見つかって一緒に練習をすることになる。途中、アドリブで美月を抱きしめた後、美月と初めてキスをする。
遥の別荘での撮影が終了して主人公と美月は自宅に戻ると、すぐに遥が現れる。以前から主人公と美月が同居していることを知っていた遥は、映画が完成するまでは主人公と離れて暮らすよう美月に命じる。それから数日後、ポストに猫の死体が入っていたり、玄関に「死ネ」などのラクガキがされたりするなど、主人公への嫌がらせが始まる。そのような状況の中、主人公がフィルムの編集作業を進めるが、うまくつながらないカットがあることに気づく。その時、撮影再開の連絡が入る。現場に行くと左腕にギプスをはめた佐久間と美月がいた。そして、この日で撮影はクランクアップを迎えた。
全ての撮影が終わったので、美月は主人公の家に戻ってくる。その後、佐久間から主人公のPHSに着信があり、直接会って美月の過去について話したいと言われる。待ち合わせの廃病院に行くと、謎の人物に左手の刃物で切り付けられるが、主人公は蹴り返して応戦する。謎の人物が袋小路の部屋に逃げたので主人公も部屋に入ると、そこには美月が倒れていた。部屋の小窓から外を見ると、外にはフルフェイスのヘルメットを被った男がバイクにまたがっていて、主人公に気づくとバイクで逃走してしまう。バイクがあった場所には「南西総合病院」と書かれた封筒が落ちていて、中には美月らしき人物が写っている2枚の写真が入っていた。その後、主人公は美月を連れて遥の家に行き、遥に美月の看病を任せる。
主人公は自宅に戻ってフィルムの編集作業を再開するが、また同じカットでうまくつながらず、手が止まる。主人公は何気なく2枚の写真に目を通す。2枚とも美月らしき人物がテニスをしている写真であるが、ラケットの打ち方が異なっていた。1枚目は右から来たボールを右手で持ったラケットで打ち返した後の写真で、2枚目は右から来たボールを両手で持ったラケットで打ち返した後の写真である。その瞬間、頭の中で一つの答えが出る。そして、遥の別荘で美月の部屋から主人公に植木鉢を落とした犯人も判明する。主人公はPHSを取り出すと、遥と二村に電話をかけて協力を要請する。
編集したフィルムの試写という名目で、主人公は美月を大学の部室に呼び出す。そこで、フィルムのカットによって美月の利き腕が変わることを指摘する。驚く美月に対して、「南西総合病院」精神科の医師である森崎真奈美と主人公との会話を撮影した映像を流す。森崎は姉の赤坂美月と妹の赤坂志穂のカウンセリングを担当していた。森崎は、姉の美月は自殺したこと、志穂には「姉の人格である凶暴な『赤坂美月』」と「仮の人格である記憶喪失の『赤坂美月』」といった複数の人格が現れること、志穂は右利きで美月は左利きであることを説明する。そして、主人公は廃病院で襲ったのは美月であることを指摘する。その瞬間、姉の人格である「美月」は手元にある刃物で主人公を刺そうとする。「美月」は、主人公の家へのラクガキや廃病院で襲ったのは自分がやったことだと告白して部室から出るが、外には遥と二村が「美月」の行く手を塞ぐように立っていた。とっさの判断で「美月」は立ち入り禁止になっている非常階段を上って屋上へ移動したので、主人公も後を追いかける。
主人公が屋上に到着すると、「美月」は転がっている鉄パイプを拾って主人公を殺そうとするが、突然現れた佐久間によって鉄パイプを受け止められる。佐久間は、生前の美月によって志穂との仲を邪魔されたこと、美月と名乗る人物が現れたので「お前なんか生きてるはずないだろう」と聞いたことを打ち明けた後、一瞬の隙をつかれて「美月」によって鉄パイプで殴られる。「美月」は主人公を殺そうとするが、主人公に手首を掴まれた後、共に屋上から落下する。落下地点には遥と二村が用意したマットが敷かれていたため、二人は無傷で済む。
大学の屋上から飛び降りた影響で姉の人格である「美月」は現れなくなり、志穂の人格が現れるようになる。そして、無事に映画は完成して、主人公と志穂は結ばれる。

## 登場人物

### 主人公とメインヒロイン
主人公
声 - なし（ゲーム版） / 鈴村健一（ドラマCD版）
映画研究部の新人部員。カメラを担当している。一人称は「僕」。あだ名は「新人」。
映画研究部の飲み会で酔い潰れてしまい、ゴミ捨て場で寝ていたところを美月に介抱される。お礼にコーヒーをご馳走するが、雑談しているうちに美月の境遇を知り、彼女を居候させることになる（なお、主人公自身は叔父の家に居候の身である）。
赤坂 美月（あかさか みつき） / 赤坂 志穂（あかさか しほ）
声 - 平松晶子
本作のヒロイン。酔いつぶれた主人公を介抱したことが縁で知り合い、主人公の家へ転がり込むことになる。その後、「かこひめの寝屋」の主演女優に抜擢される。
「赤坂 美月」という名前以外の記憶が一切失せており、素性なども謎に包まれているが、普段は至って明るく振る舞っている。
実は多重人格者であり、ストーリー後半で本名が「赤坂 志穂」であることが明かされる。
赤坂 美月（仮の人格）
志穂の人格の一つ。後述する本来の志穂の人格でも姉の美月の人格でもなく、社会生活を営むために作り上げられた仮の赤坂美月である。主人公に出会う前までの記憶は無い。周りにはボーイッシュに振る舞っている。
一人称は「ボク」。右利き。
赤坂 美月（姉の人格）
志穂の人格の一つ。志穂の双子の姉である本物の美月（後述）をベースにした凶暴な人格。森崎はこの人格について、「嫉妬深くてとても危険。志穂を溺愛していて、彼女が心を許した男性を襲う可能性がある。」と説明している。
一人称は「あたし」。左利き。
赤坂 志穂
志穂の主人格であり、彼女本来の人格。つまり、志穂の中には「美月（仮の人格）」「美月（姉の人格）」「志穂」の3つの人格が存在しているが、同時に主人格であるはずの本来の志穂は眠った状態にあり、ずっと表に現れていなかった。
姉の美月が悪い男性に捕まって男性不信になったことから、少しでも男性と懇意になりかけると虐待されるようになり、また彼女の自殺現場を目の当たりにしたため、その凶暴な美月の人格を宿す解離性同一性障害（いわゆる多重人格）を発症するようになる。そういった経緯から、南西総合病院で森崎のカウンセリングを受けていた。
一人称は「あたし」。右利き。

### 映画研究部メンバー
篠原 遥（しのはら はるか）
声 - 水谷優子
映画研究部の部長。監督を担当している。お高く止まらない江戸っ子である。良家の一人娘。
元々映画には興味があったわけでもないまま入部したところ、物語開始の前年に当時の部長がとある理由から失踪したため、人望の高さから部長の座を引き継ぐことになる。
見た目は派手であるが、男性には奥手である。
二村 英樹（ふたむら ひでき）
声 - 森久保祥太郎
主人公と同期の新人部員で、主人公とは友人である。カメラを担当している。
映画の知識は「映研最高峰の人材」と称されている。
楠木 翔子（くすのき しょうこ）
声 - 白鳥由里
主人公と同期の新人部員。メイクを担当している。
自分自身より、他人を美しくすることを第一に考えるタイプである。本当は海外での本格的なメイクの勉強を希望していたが、親に反対されたため、普通の大学へ通いながら日々勉強に励んでいる。
奥手そうな外見とは裏腹に、恋愛経験については美月や遥より豊富という噂もある。
剛田 豪（ごうだ ごう）
声 - 立木文彦
主人公の先輩の映画研究部の部員。助監督を担当している。
元はプロレス同好会に所属していたが、遥が撮ってくれたプロモーションビデオを気に入り、そのまま映画研究部に所属する。
バッドエンドになった場合、元ライバルで現相方の花園と共に登場し、アドバイスを送ってくれる。
花園 雅美（はなぞの まさみ）
声 - 松本保典
主人公の先輩の映画研究部の部員。備品のメンテナンスを担当している。
剛田と同じく、元はプロレス同好会に所属していたが、映画研究部に入り浸るようになった剛田の後を追って映画研究部に所属する。
バッドエンドの際に行われる寸劇では、剛田のアドバイスに対して「うむ、その通り！」と合いの手を入れている。

### メインヒロインの関係者
赤坂 美月（本物）
声 - なし
本物の美月であり、赤坂志穂の双子の姉。左利き。故人。
幼少時に両親を事故で亡くし、志穂と2人で暮らしていた。悪い男性に捕まったことが原因で、男性不信になってしまった結果、志穂に過剰な愛情を注ぐようになる一方、志穂が男性に近寄った場合は彼女に暴力を振るうこともいとわなくなる。南西総合病院で森崎のカウンセリングを受けていたが、最終的に自殺してしまう。
佐久間 良樹（さくま よしき）
声 - 置鮎龍太郎
「かこひめの寝屋」に出演する男優。映画研究部の部員ではない。
周囲にはプレイボーイと噂されているが、実際はそうではなく、女性には常に真剣で、相手の方が変な期待をして近付いてくることの方が多い。
志穂との仲を美月に邪魔されたことがある。
森崎 真奈美（もりさき まなみ）
声 - 折笠愛
南西総合病院精神科の医師。
才色兼備と称えられるに相応しい美女であるうえ、精神科としての手腕も確かである。
美月と志穂を診察し、カウンセリングを担当していたことがある。

## エンディング

### Good End
| No. | サブタイトル   | 内容 |
| --- | -------------- | --- |
| 1   | ダブルキャスト | 大学の屋上から飛び降りた結果、すべての記憶を取り戻し、志穂本来の人格に統合される。                       |
| 2   | 志穂           | 大学の屋上から飛び降りた結果、姉妹の記憶を失い、美月（仮の人格）の人格が志穂の名前で過ごすようになる。   |
| 3   | 美月           | 大学の屋上から飛び降りた結果、以前の記憶をすべて失い、ボーイッシュな人格が志穂の名前で過ごすようになる。 |
| 4   | とらわれた心   | 大学の屋上から飛び降りた結果、入院したまま美月（姉の人格）として過ごすことが多くなる。                   |

### Normal End
| No. | サブタイトル | 内容                                                                             |
| --- | ------------ | -------------------------------------------------------------------------------- |
| 1   | 翔子         | 主人公から告白された翔子は泣き出してしまう。                                     |
| 2   | 映研         | 美月が主演女優を降りると言い出すので、主人公が説得して映画の撮影がスタートする。 |
| 3   | 親友         | 二村がカメラマンを降りると言い出すので、遥が説得して映画の撮影がスタートする。   |
| 4   | 麻由         | 桜の根本で倒れている麻由を見かけ、『季節を抱きしめて』の予告映像が流れる。       |
| 5   | マリア       | 路地裏でうずくまっているマリアを見かけ、『サンパギータ』の予告映像が流れる。     |
| 6   | 花織         | 立ち寄ったアパートで花織を見かけ、『雪割りの花』の予告映像が流れる。             |

### Bad End
| No. | サブタイトル   | 内容 |
| --- | -------------- | --- |
| 1   | 少女           | 初めて会った美月につれない言動を繰り返したため、美月が怒って主人公の元を去る。                                             |
| 2   | 夢のつづき     | 怒った美月を追いかける途中で主人公は階段から転落して気絶するが、目覚めるとゴミ袋の山で寝ていて、また美月と出会う。         |
| 3   | 狂気（1）      | 遥の別荘で夜寝ている時に何者かによって主人公と二村が包丁で殺戮される。                                                     |
| 4   | 狂気（2）      | 遥の別荘が放火され、主人公と映画研究部の部員が焼死したニュースを佐久間がテレビで見ている。                                 |
| 5   | 狂気（3）      | 遥の別荘が放火され、主人公と遥は別荘から脱出するが、別荘から出てきた何者かによって殺戮される。                             |
| 6   | 狂気（4）      | 遥の別荘が放火され、主人公は脱出しようとするが、階段から落ちて足に怪我をして逃げきれず、美月に殺戮される。                 |
| 7   | 狂気（5）      | 遥の別荘が放火され、主人公と遥が別荘から脱出するが、足に怪我をして逃げきれず、別荘から出てきた何者かによって殺戮される。   |
| 8   | 狂気（6）      | 遥の別荘が放火され、主人公は何者かから部長と剛田を必死に守るが、殺戮される。                                               |
| 9   | かこひめの寝屋 | ラストシーンに使う飛び降り心中事件を撮影したフィルムを二村に見せられ、他のシーンの完成を強要される。                       |
| 10  | 殺人鬼         | 佐久間に「美月のことで話がある」と廃病院に呼び出されるが、行った先の廃病院で暗がりに現れた何者かによって包丁で殺害される。 |
| 11  | 真犯人（1）    | トリックが解明できていないうえに推理が間違っているため、部室で真犯人に殺害される。                                         |
| 12  | 真犯人（2）    | トリックが解明できていないうえに推理が間違っているため、部室で美月に三脚で殺害される。                                     |
| 13  | とどかぬ想い   | トリックは解明しているが佐久間が現れないため、大学の屋上で美月に鉄パイプで殴り殺される。                                   |
| 14  | 姉妹           | 大学の屋上から転落する美月の腕を主人公が捕まえるが、美月は自分から主人公の手を振りほどいて転落死する。                     |
| 15  | 終焉           | 大学の屋上から飛び降りた結果、二村と部長が準備しているマットが間に合わなかったため、主人公と美月は地面に激突して死亡する。 |
| 16  | 記憶           | 大学の屋上から飛び降りた結果、主人公と美月はマットへの着地に成功したが、その後病院で目覚めた主人公は記憶を失っている。     |
| 17  | 真実は…        | 映画は完成するが、犯人と思われる佐久間が自殺したため、事件は未解決のままである。                                           |

## 主題歌
エンディングテーマ「door」
歌 - 小畑由香里 / 作詞 - サエキけんぞう / 作曲・編曲 - 江見トモヒロ

## 移植版
| No. | タイトル                            | 発売日        | 対応機種             | 開発元         | 発売元                                 | メディア                              | 型式              | 備考                           |
| --- | ----------------------------------- | ------------- | -------------------- | -------------- | -------------------------------------- | ------------------------------------- | ----------------- | ------------------------------ |
| 1   | ダブルキャスト PlayStation the Best | 2001年8月16日 | PlayStation          | Production I.G | ソニー・コンピュータエンタテインメント | CD-ROM2枚組                           | SCPS-91238〜91239 | 廉価版。                       |
| 2   | やるドラ ポータブル ダブルキャスト  | 2005年7月28日 | PlayStation Portable | ウィル         | ソニー・コンピュータエンタテインメント | UMD                                   | UCJS-10012        | PlayStation版の移植。          |
| 3   | 雙重角色                            | 2005年11月8日 | PlayStation Portable | ウィル         | ソニー・コンピュータエンタテインメント | UMD                                   | UCAS-40032        | PlayStation Portable版の翻訳。 |
| 4   | やるドラ ポータブル ダブルキャスト  | 2009年9月24日 | PlayStation Portable | ウィル         | ソニー・コンピュータエンタテインメント | ダウンロード販売（PlayStation Store） | -                 | PlayStation版の移植。          |

### PlayStation Portable版
- ワイドスクリーンに対応[15]。
- 高解像度フォントを採用[15]。
- 設定画の追加などでCGギャラリーを増強[15]。
- クリアしたエンディングを振り返ることができるリプレイ機能を追加[15]。
- 『やるドラ』シリーズ3作品（『季節を抱きしめて』『サンパギータ』『雪割りの花』）の体験版を搭載[15]。

## 開発
企画が立ち上がったのは1996年4月であったが、このときはCD-ROM2枚組で春・夏・秋・冬の物語（『季節を抱きしめて』・本作・『サンパギータ』・『雪割りの花』）が入っており、1話が約30分のライトなアドベンチャーゲームを作るというものであった。4月から5月まで企画を作成したが、この段階では全編をアニメーションで動かす予定はなく、アドベンチャーゲームによく見られる止め絵を多用したゲームを想定していた。6月から8月まで『季節を抱きしめて』のテスト版を作成してシュガーアンドロケッツの社長であった山元哲治に見せたところ、「作るなら徹底して作った方が良いのではないか」と言われ、1タイトルにつき1パッケージになるように脚本・絵コンテを再調整することになった。それに伴い、1話につき約300カットの予定が、最終的には1話につき約1500カットに増加した。マスターアップは1998年4月であり、製作期間は約2年にわたった。ただし、本作と『季節を抱きしめて』『サンパギータ』『雪割りの花』の4作品を同時進行で制作していたため、実質的には1作品あたりの製作期間は6か月から8か月であった。
開発初期のタイトルは『四季「夏」』であり、次のタイトルは『フォーシーズンズメモリー 夏 〜アクトレス〜』であった。
シナリオについて東郷光宏は硬質なサスペンス作品を想定していたが、川崎逸朗によって脚本を大幅に変更した絵コンテが仕上がった。ただ、その絵コンテが後藤圭二が描いたキャラクターと合致したため、そのまま採用された。
劇中劇である「かこひめの寝屋」が導入された理由は、最初に美月の謎を問いかけてしまうと彼女の正体だけにプレイヤーの興味が向かうことが危惧されたため、その興味を分散するためであった。また、初稿シナリオの内容は「最初はいきなり映画を撮ってる状態から話が始まっていたんですよ。ある事件が起こって、学生名簿を調べてみると、美月という名前がなかった」と川崎逸朗はインタビューで答えているが、それでは誰が映画のヒロインに美月を推薦したのかが分からなかったため、劇中劇が導入された。
予定されていた話として、遥が自分の初恋について話す話や佐久間が活躍する話などがあったが、容量の関係でカットされた。また、記憶が戻った美月が黙って皆の前から去るエンディングが候補として挙がっていた。
キャラクターに関しては、赤坂美月の服装はパンチラ対策としてキュロットスカートにしていたが、川崎逸朗の指示でスカートに変更された。その結果、本作はお色気描写を規制していたプラットフォーマーであるソニー・コンピュータエンタテインメントが自ら規制を破る形で、PlayStation初のパンチラ解禁作品となった。

## スタッフ
下記はPS版のスタッフである。
- 企画・原案 - Production I.G
- アニメーション監督 - 西久保瑞穂
- アニメーションプロデューサー - 寺川英和
- 脚本 - 川崎逸朗、久保田雅史、松原順
- 絵コンテ・演出 - 川崎逸朗
- キャラクターデザイン - 後藤圭二
- 作画監督 - 後藤圭二
- 美術監督 - 佐藤正浩
- 色彩設計 - 水田信子
- プログラム - 堀内義朗、鷹津由
- グラフィックデザイン - 松原順
- サウンドデザイン - 重松俊一、安部仁隆
- シナリオスクリプト - 松原順、堀内義朗
- サウンド・音楽 - 梶浦由記、桑原和男、清水彰彦、藤澤孝史、荒木裕子
- スーパーバイザー - 西久保瑞穂
- オーディオ・演出 - 田中英行
- キャスティングコーディネーター - 高橋正彦
- ゲームディレクター - 松原順
- ディレクター - 池内伸彰
- ゲーム総監修 - 東郷光宏
- エグゼクティブプロデューサー - 石川光久、山元哲治
- 製作総指揮 - 佐藤明
- 制作 - シュガーアンドロケッツ、Production I.G
- 製作・著作 - ソニー・コンピュータエンタテインメント

## 反響
| No. | 販売順位 | 販売本数  | 累計販売本数 | 集計期間                | 出典   |
| --- | -------- | --------- | ------------ | ----------------------- | ------ |
| 1   | 1位      | 102,047本 | 102,047本    | 1998年6月22日 - 6月28日 | No.501 |
| 2   | 1位      | 60,240本  | 162,287本    | 1998年6月29日 - 7月05日 | No.502 |
| 3   | 4位      | 37,659本  | 199,946本    | 1998年7月06日 - 7月12日 | No.503 |
| 4   | 9位      | 25,251本  | 225,197本    | 1998年7月13日 - 7月19日 | No.504 |
| 5   | 11位     | 20,805本  | 246,002本    | 1998年7月20日 - 7月27日 | No.506 |
| 6   | 19位     | 14,254本  | 260,256本    | 1998年7月28日 - 8月03日 | No.507 |
| 7   | 23位     | 21,644本  | 281,900本    | 1998年8月03日 - 8月16日 | No.508 |
| 8   | 24位     | 6,231本   | 288,131本    | 1998年8月17日 - 8月23日 | No.509 |

PS版の初動（発売週の売上）は約10万本に達し、週間ランキングで1位となった（「アスキー」発表 - 102,047本）。また、PS版の年間販売本数は312,937本であり、1998年の年間売り上げの38位にランクインした。
『週刊ファミ通』の「ユーザーが推す怖いゲーム」で、本作は得票数が47票で9位を獲得した。投票したユーザーは「パッケージに描かれた、まるで学園恋愛ドラマのようなイラストとは別人の美月に戦慄した」「いまだからこそ、あの得体のしれない恐怖を感じてほしい。ただの恐怖ではなく、考えることが大いにある『恐怖』を」と評している。
『週刊ファミ通』の「あなたが32番目に好きなゲームは？」で、ファミ通編集者である2人（オポネ菊池、ブラボー！秋山）が32番目に好きなゲームとして挙げており、それぞれ「バッドエンドを見てこその物語。トラウマレベルの恐怖！」「恋愛モノと思いきや、凄惨なシーンが印象的」と評している。

### 雑誌におけるレビュー
『週刊ファミ通』のクロスレビューでは、9、7、7、8の31点と採点され、30点から31点のソフトが対象となる「シルバー殿堂」入りとなった（レビュアーは、サワディ・ノダ、カミカゼ長田、渡辺美紀、羽田隆之）。
『電撃PlayStation』のDPSソフトレビューでは、60、80、80、90の310点と採点された（レビュアーは、岩崎啓眞、ウォルフ中村、なんでもゆうこ、袋こ〜じ）。
『ザ・プレイステーション』のザ・プレ流PSソフト品評会では、64、88、77の229点と採点された（レビュアーは、荒木由紀枝、飯田REI、内海一秀）。
アニメーション
サワディ・ノダ、渡辺美紀、羽田隆之、岩崎啓眞、なんでもゆうこ、飯田REI、内海一秀の7人は、フルアニメーション・フルボイスについて肯定的な評価を与えている。とくにサワディは、「なりきり感覚」という表現を用いて「遊んでいるうちにだんだん、はまっていってまるで本気で彼女と会話をしているような気になっていくのがすごい」と評している。
一方、カミカゼ長田は、フルアニメーションについて「確かによく動く」としつつも、「それほどスゴイとは感じなかった」と評している。
シナリオ
カミカゼ長田、なんでもゆうこ、袋こ〜じの3人は、シナリオの完成度について肯定的な評価を与えている。とくにゆうこは、ストーリー展開について「ムダのない」という表現を用いて「ゲームにのめり込みやすいのも良いところですね」と評している。
一方、渡辺美紀と岩崎啓眞は、シナリオについて否定的な評価を与えている。渡辺はメインストーリーについて「柱となる話がもう1本あってもよかった」、岩崎は「安っぽい印象」という表現を用いて「プレイを始めてから3分で、メインストーリーが最後まで読めてしまう内容では、あまりにお寒いではないか」と評している。
渡辺美紀、羽田隆之、なんでもゆうこの3人は、マルチエンディングであることについて肯定的な評価を与えている。とくに羽田は、エンディングが27種類存在することについて「まじめに作られてるのがわかる」と評している。
キャラクター
サワディ・ノダは、ヒロインの赤坂美月について詳細を避けつつも「絶対惚れるよ」と肯定的に評している。
一方、羽田隆之と荒木由紀枝の2人は、ヒロインの赤坂美月について否定的な評価を与えている。とくに羽田は、「女の子の一人称が『ボク』なのが個人的にだいぶ」と述べ、ヒロインの赤坂美月がボク少女であることに抵抗を示している。
システム
カミカゼ長田と岩崎啓眞は、システムについて肯定的な評価を与えている。とくに長田は、セーブ画面でシナリオの達成度やエンディングの数が分かる点について「やる気が沸いてイイ感じです」と評している。
一方、ウォルフ中村と荒木由紀枝は、システムについて否定的な評価を与えている。中村はエンディングリストが無いことについて「到達済みエンディングの確認がしづらい点も×」と述べ、荒木は毎回エンディングを迎えて、また最初から始めないと達成率にカウントされないシステムについて「途中からでも達成率にカウント出来ればよかった」と評している。
ウォルフ中村と飯田REIの2人は、コントローラーの振動の使い方について肯定的な評価を与えている。とくに飯田は、主人公の心臓音に合わせて振動することについて「臨場感もバッチシ」と評している。
操作性
羽田隆之とウォルフ中村は、操作性について肯定的な評価を与えている。とくに羽田は操作性について「クイックで良好」と評している。
一方、内海一秀はプレイヤーの操作について「選択肢の決定だけ」なことを指摘して、「ゲーム性の低さは否めない」と評している。
渡辺美紀とウォルフ中村の2人は、プレイ済みの場面をスキップできることについて肯定的な評価を与えている。とくに渡辺は、複数回プレイすると何度も同じ場面を見ることになるので「スキップの存在は貴重」と評している。

### ヤンデレの系譜における赤坂美月
2007年にインフォレストから『ヤンデレ大全』が刊行され、本作ヒロインの赤坂美月は「ヤンデレ」の一人として紹介を受けた。ただし、その収録基準は「ヤンデレ」近傍のグレーゾーンに対してあえて間口を広げたものであると言明されており、美月の位置に関しては著者の一人である「かーず」が、直接『大全』に触れた文脈ではないながら、次のとおり解説している。
かーずは2008年にASCII.jpに寄せた論稿の中で、「ヤンデレ」という言葉が誕生する以前から、小説・漫画・映画など様々なメディアにおいて、精神に破綻を来したヒロインは数多く描かれてきたとし、一方そうしたヒロイン達は、ひたすら恐怖の対象として捉えられるのみで、そのキャラクター中に「萌え」属性が見いだされることはなかったと前置きする。その上で、萌え系の作品に登場した精神破綻ヒロインの初期の一人として赤坂美月の名前を挙げるのであるが、デレの定義には必ずしも合致しないことから「ヤンデル」という表現にとどめ、本格的な「ヤンデレ」の登場は『銀色』（2000年）、『君が望む永遠』（2001年）などの発表まで待たなければならなかったと論じている。
2015年になり、ライターの臥待弦は、インサイドに寄せた文中で「厳密な意味では『ヤンデレ』とは異なるかもしれませんが」と断りつつ、表裏一体の魅力をもつ赤坂美月は「ヤンデレ」の先駆者であったと評している。
ライターのカワチは、シシララTVに寄せた文中で、本作について「ヒロインの『赤坂美月』という複雑なキャラクターを選択肢によって多角的に理解していくゲーム」と評している。

## 関連商品

### 書籍
| No. | タイトル                                                                   | 発売日        | 発行日        | 発売元                                 | 発行元                                 | ISBN          | 備考 |
| --- | -------------------------------------------------------------------------- | ------------- | ------------- | -------------------------------------- | -------------------------------------- | ------------- | --- |
| 1   | オフィシャル やるドラ ファンブック ダブルキャスト CD-ROMスペシャルデータ集 | 1998年6月25日 | 1998年6月25日 | ソニー・コンピュータエンタテインメント | ソニー・コンピュータエンタテインメント | -             | 本編シナリオと設定資料集およびCD-ROM。CD-ROMの品番 - SCZS-94101。                                                                |
| 2   | 「やるドラ」攻略シリーズ ダブルキャスト 公式ガイド                         | 1998年7月12日 | 1998年7月15日 | ソフトバンク 出版事業部                | ソフトバンク 出版事業部                | 4-7973-0678-5 | 攻略本。各キャストの設定資料などが掲載されている。                                                                               |
| 3   | ダブルキャスト オフィシャルガイドブック                                    | 1998年7月17日 | 1998年7月31日 | アスペクト                             | アスキー                               | 4-7572-0150-8 | 攻略本。本文ストーリーライン、制作スタッフインタビュー、シナリオルートやエンディングルートを示したフローチャートを収録している。 |
| 4   | やるドラシリーズ 公式ディレクターズガイド ダブルキャスト&季節を抱きしめて  | 1998年8月7日  | 1998年9月15日 | 集英社                                 | 集英社                                 | 4-08-108084-4 | 攻略本。 |
| 5   | やるドラ公式設定BOX                                                        | 1999年4月20日 | 1999年4月30日 | マンガパック                           | Production I.G                         | -             | PlayStationで発売された4作品の設定資料集。                                                                                       |
| 6   | ダブルキャスト アンソロジーコミック                                        | 1999年5月28日 | 1999年5月31日 | ソフトバンクパブリッシング             | ソフトバンクパブリッシング             | 4-7973-0953-9 | アンソロジーコミック。 |

### CD
| No. | タイトル                                       | 発売日         | 発売元                  | 品番      | 備考 |
| --- | ---------------------------------------------- | -------------- | ----------------------- | --------- | --- |
| 1   | door                                           | 1998年7月18日  | SPE・ビジュアルワークス | SVWD-9002 | シングルCD。エンディングテーマを収録している。 |
| 2   | 「ダブルキャスト」オリジナル・サウンドトラック | 1998年11月21日 | SPE・ビジュアルワークス | SVWC-7006 | アルバムCD。本編のBGMを収録している。 |
| 3   | 「ダブルキャスト」ザ・ドラマCD                 | 1999年1月21日  | SPE・ビジュアルワークス | SVWC-7016 | ドラマCD。 |
| 4   | ダブルキャスト コレクターズディスク            | 1999年4月29日  | Production I.G          | IGPC-0001 | Windows 95/98専用アクセサリー集CD-ROM。スクリーンセーバーや壁紙、脚本段階の初期シナリオなどが収録されている。スクリーンセーバー用の修正パッチが配布されていた。 |

### その他の商品
| No. | タイトル                             | 発売日 | 発売元       | 備考 |
| --- | ------------------------------------ | ------ | ------------ | --- |
| 1   | ダブルキャスト 本線用台本            | -      | -            | 台本。ゲーム開始からGood End 01「ダブルキャスト」までが収録されている。本製品の予約特典。                                               |
| 2   | TRADING COLLECTION「ダブルキャスト」 | 1998年 | 天田印刷加工 | トレーディングカード。全108種類のカードが存在する（ノーマルカード - 90種類、メタリックカード - 12種類、ベストショットカード - 6種類）。 |